# 龍岡森林公園
24°56′00″N 121°14′09″E / 24.933255°N 121.235719°E

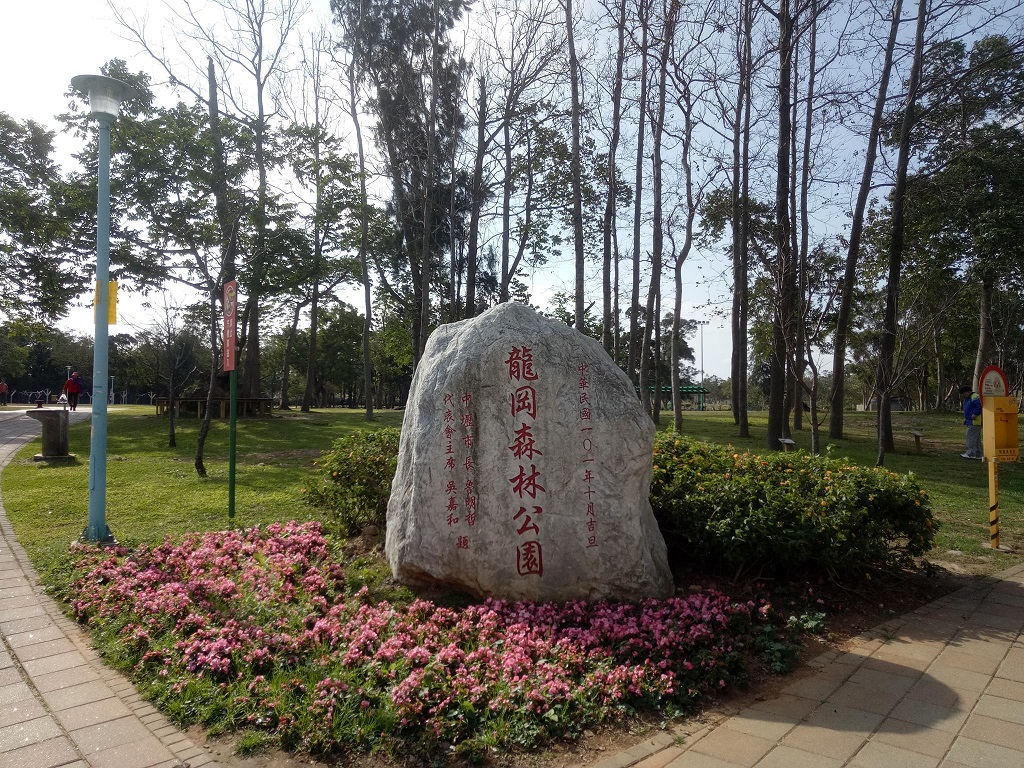
龍岡森林公園

龍岡森林公園是位於臺灣桃園市中壢區龍岡地區的一座公園，坐落於龍岡路三段靠近龍岡大操場，目前由中壢區公所管轄，佔地約2.5公頃。龍岡森林公園除了保留原本的300株喬木，還栽種了包含有黑松、肯氏南洋杉、樟樹等樹。公園設置太陽能地底燈、公園燈、投樹燈以及具軍事特色的龍岡堡壘LED光牆。
2018年1月，龍岡森林公園新設的「花開富貴天幕」啟用。桃園市市長鄭文燦表示，桃園市政府在龍岡大操場與龍岡森林公園各設置大型天幕活動場，二座均投入新臺幣二千二百萬元以上預算，其中「花開富貴天幕」造型具美學概念，以花瓣為造型設計、分做二層，遠遠看起來就像一朵花，同時增設夜間照明系統、重整地坪作為環狀散步步道，兼顧優美、實用性並可容納千人，啟用後有助提升公園使用率和便利性。